# جي. أو. ديتز
جي. أو. ديتز (بالإنجليزية: G. O. Dietz)‏ هو محامي وقاضي أمريكي، ولد في 17 أغسطس 1872 في إيريكويس في الولايات المتحدة، وتوفي في 23 مارس 1929 في مولين في الولايات المتحدة.